# Oeciotypa skaia
Oeciotypa skaia är en tvåvingeart som beskrevs av Ian David Whittington 2003. Oeciotypa skaia ingår i släktet Oeciotypa och familjen bredmunsflugor.
Artens utbredningsområde är Nigeria. Inga underarter finns listade i Catalogue of Life.